# Михайлов Василь Георгійович
Василь Георгійович Михайлов (нар. 24 червня 1995, Тарутине, Болградський район, Одеська область) — український борець вільного стилю, чемпіон Європи, бронзовий призер чемпіонату Європи, бронзовий призер Кубку світу, учасник Олімпійських ігор, срібний призер Всесвітніх пляжних ігор 2019, чемпіон світу з пляжної боротьби (2021).

## Життєпис
Спершу займався футболом, але десь в 6-7 років перейшов на вільну боротьбу. Вихованець Тарутинської дитячо-юнацької спортивної школи 2002—2007 років. Першими тренерами були Петро Арабаджи та Петро Карабаджак. У восьмому класі переїхав до Херсона, де його особистим тренером став Роман Валерійович Павлов. Випускник Херсонського вищого училища фізичної культури. Після закінчення училища переїхав до Одеси, де почав тренуватись під керівництвом Андрія Панаітова. Навчався також у Південноукраїнському національному педагогічному університеті ім. Ушинського.
У 2011 році став чемпіонату Європи серед кадетів. Наступного року став срібним призером чемпіонату світу серед кадетів. У 2015 році здобув бронзову медаль чемпіонату Європи серед юніорів. У 2017 став бронзовим призером чемпіонату Європи серед молоді та світу серед молоді. Того ж року дебютував у складі першої збірної на чемпіонаті світу, де посів 12 місце. Першого серйозного успіху на дорослому рівні досяг у 2020, коли здобув бронзові нагороди чемпіонату Європи та Кубку світу в особистому заліку. У травні 2021 року став другим на Олімпійському кваліфікаційному турнірі, який відбувся в болгарській Софії, що дозволило йому вибороти ліцензію на участь в літніх Олімпійських іграх 2020 року в Токіо.

## Спортивні результати на міжнародних змаганнях

### Виступи на Олімпіадах
| Змагання                    | Збірна  | Вагова категорія          | Місце |
| --------------------------- | ------- | ------------------------- | ----- |
| Літні Олімпійські ігри 2020 | Україна | вільна боротьба, до 74 кг | 10    |
| Літні Олімпійські ігри 2024 | Україна | вільна боротьба, до 86 кг | 10    |

### Виступи на Чемпіонатах світу
| Змагання                        | Збірна  | Вагова категорія          | Місце  |
| ------------------------------- | ------- | ------------------------- | ------ |
| Чемпіонат світу з боротьби 2017 | Україна | вільна боротьба, до 74 кг | 12     |
| Чемпіонат світу з боротьби 2019 | Україна | вільна боротьба, до 74 кг | 10     |
| Чемпіонат світу з боротьби 2022 | Україна | вільна боротьба, до 79 кг | Бронза |
| Чемпіонат світу з боротьби 2023 | Україна | вільна боротьба, до 79 кг | Бронза |

### Виступи на Чемпіонатах Європи
| Змагання                         | Збірна  | Вагова категорія          | Місце  |
| -------------------------------- | ------- | ------------------------- | ------ |
| Чемпіонат Європи з боротьби 2018 | Україна | вільна боротьба, до 74 кг | 18     |
| Чемпіонат Європи з боротьби 2019 | Україна | вільна боротьба, до 74 кг | 5      |
| Чемпіонат Європи з боротьби 2020 | Україна | вільна боротьба, до 79 кг | Бронза |
| Чемпіонат Європи з боротьби 2023 | Україна | вільна боротьба, до 79 кг | Золото |
| Чемпіонат Європи з боротьби 2024 | Україна | вільна боротьба, до 86 кг | 5      |

### Виступи на Європейських іграх
| Змагання              | Збірна  | Вагова категорія          | Місце |
| --------------------- | ------- | ------------------------- | ----- |
| Європейські ігри 2019 | Україна | вільна боротьба, до 74 кг | 5     |

### Виступи на Кубках світу
| Змагання                    | Збірна  | Вагова категорія          | Місце  |
| --------------------------- | ------- | ------------------------- | ------ |
| Кубок світу з боротьби 2020 | Україна | вільна боротьба, до 79 кг | Бронза |

### Виступи на інших змаганнях
| Змагання                                                    | Збірна  | Вагова категорія          | Місце  |
| ----------------------------------------------------------- | ------- | ------------------------- | ------ |
| Київський Міжнародний турнір з боротьби 2016                | Україна | вільна боротьба, до 70 кг | Бронза |
| Турнір Дмитра Коркіна 2016                                  | Україна | вільна боротьба, до 70 кг | 10     |
| Чемпіонат світу з боротьби серед студентів 2016             | Україна | вільна боротьба, до 70 кг | Срібло |
| Кубок Європейських націй з боротьби 2016                    | Україна | команда                   | Бронза |
| Клубний чемпіонат світу з боротьби 2016                     | Україна | команда                   | 9      |
| Київський Міжнародний турнір з боротьби 2017                | Україна | вільна боротьба, до 70 кг | 9      |
| Турнір Олександра Медведя 2017                              | Україна | вільна боротьба, до 74 кг | 17     |
| Турнір Дана Колова — Николи Петрова 2018                    | Україна | вільна боротьба, до 74 кг | Бронза |
| Турнір Олександра Медведя 2018                              | Україна | вільна боротьба, до 86 кг | 14     |
| Pro Wrestling League 2019                                   | Україна | команда                   | 4      |
| Турнір Дана Колова — Николи Петрова 2019                    | Україна | вільна боротьба, до 74 кг | 17     |
| Київський Міжнародний турнір з боротьби 2019                | Україна | вільна боротьба, до 74 кг | Бронза |
| Меморіал Іона Корнеану і Ладислава Сімона 2019              | Україна | вільна боротьба, до 74 кг | Золото |
| Міжнародний турнір Маттео Пелліцоне 2020                    | Україна | вільна боротьба, до 79 кг | Золото |
| Націрональний кубок України з вільної боротьби 2020         | Україна | вільна боротьба, до 79 кг | Золото |
| Київський Міжнародний турнір з боротьби 2021                | Україна | вільна боротьба, до 79 кг | 5      |
| Олімпійський кваліфікаційний турнір з боротьби 2021 (Софія) | Україна | вільна боротьба, до 74 кг | Срібло |
| Меморіал Вацлава Циолковського 2021                         | Україна | вільна боротьба, до 79 кг | Бронза |
| Міжнародний турнір Маттео Пелліцоне 2022                    | Україна | вільна боротьба, до 79 кг | Золото |
| Меморіал Вацлава Циолковського 2022                         | Україна | вільна боротьба, до 79 кг | Золото |
| Турнір Ібрагіма Мустафи 2023                                | Україна | вільна боротьба, до 86 кг | Золото |

### Виступи на змаганнях молодших вікових груп
| Змагання                                       | Збірна  | Вагова категорія          | Місце  |
| ---------------------------------------------- | ------- | ------------------------- | ------ |
| Чемпіонат Європи з боротьби серед кадетів 2011 | Україна | вільна боротьба, до 42 кг | Золото |
| Чемпіонат світу з боротьби серед кадетів 2012  | Україна | вільна боротьба, до 46 кг | Срібло |
| Чемпіонат Європи з боротьби серед юніорів 2015 | Україна | вільна боротьба, до 66 кг | Бронза |
| Чемпіонат світу з боротьби серед юніорів 2015  | Україна | вільна боротьба, до 66 кг | 10     |
| Чемпіонат Європи з боротьби серед молоді 2016  | Україна | вільна боротьба, до 70 кг | 5      |
| Чемпіонат Європи з боротьби серед молоді 2017  | Україна | вільна боротьба, до 70 кг | Бронза |
| Чемпіонат світу з боротьби серед молоді 2017   | Україна | вільна боротьба, до 74 кг | Бронза |
| Чемпіонат Європи з боротьби серед молоді 2018  | Україна | вільна боротьба, до 74 кг | 7      |
| Чемпіонат світу з боротьби серед молоді 2018   | Україна | вільна боротьба, до 74 кг | 7      |